# Exponentialleitung

Ein Hornlautsprecher kann als akustisches Pendant einer HF-Exponentialleitung aufgefasst werden

Unter einer Exponentialleitung versteht man in der Hochfrequenztechnik eine inhomogene Wellenleitung, deren Wellenwiderstand (Impedanz) sich entlang der Leitung exponentiell verändert. Sie dient als Hochfrequenztransformator zur reflexionsarmen Anpassung einer Quelle (z. B. eines Senders) an eine Last (z. B. eine Antenne).
Hornantennen und ihr planares Pendant, die Vivaldi-Antenne, weisen häufig den Charakter einer Exponentialleitung auf und dienen zur Anpassung an den Freiraumwellenwiderstand. In der Akustik basiert beispielsweise ein Grammophon-Lautsprecher oder ein Hornlautsprecher (wie im Bild) auf dem Prinzip der Exponentialleitung.